# Coptops humerosus
Coptops humerosus es una especie de escarabajo longicornio del género Coptops, tribu Mesosini, subfamilia Lamiinae. Fue descrita científicamente por Fairmaire en 1871.

## Descripción
Mide 13-20 milímetros de longitud.

## Distribución
Se distribuye por Madagascar.